# So Far, So Good... So What!
So Far, So Good... So What! é o terceiro álbum de estúdio da banda americana de thrash metal Megadeth, lançado em 19 de janeiro de 1988 pela Capitol Records. Foi o único álbum da banda gravado com o baterista Chuck Behler e o guitarrista Jeff Young, ambos demitidos da banda no início de 1989, vários meses após a conclusão da turnê mundial do álbum. So Far, So Good... So What! apresenta música executada em andamentos rápidos com habilidade técnica; liricamente, o vocalista e guitarrista Dave Mustaine aborda uma variedade de tópicos, incluindo holocausto nuclear e liberdade de expressão.
So Far, So Good... So What! foi bem recebido pela crítica em seu lançamento, embora uma análise retrospectiva tenha sido menos favorável. Conseguiu entrar no top 30 da Billboard 200 (embora não tenha sido tocado comercialmente em rádios) e também figurou em vários outros países. O álbum acabou sendo certificado como platina pela RIAA e indicou a iminente ascensão do Megadeth na cena musical underground.

## Antecedentes e produção
O guitarrista Chris Poland e o baterista Gar Samuelson foram demitidos da banda após a conclusão da turnê Peace Sells por comportamento perturbador, incluindo o hábito de Poland de penhorar equipamentos da banda para pagar drogas. Samuelson foi imediatamente substituído por seu técnico de bateria, Chuck Behler (embora Dave Lombardo, do Slayer, tenha considerado se juntar a ele). No entanto, um novo guitarrista levaria mais tempo para surgir. No início, a banda contratou o guitarrista Jay Reynolds da banda Malice, mas Reynolds não estava à altura da tarefa de gravar e foi posteriormente substituído por seu professor de guitarra, Jeff Young. Dave Mustaine desde então declarou seu arrependimento pela maneira como lidou com a demissão de Reynolds. Outros guitarristas considerados incluíam Slash, do Guns N' Roses.
O trabalho no álbum começou enquanto Reynolds estava na banda, mas continuou após a indução de Young. Para mixar o álbum, a gravadora recorreu a Paul Lani, que havia remixado o álbum anterior da banda, Peace Sells... but Who's Buying?. Mustaine estava inicialmente cético, mas depois ficou muito irado com as "excentricidades" de Lani e sua maneira de lidar com as coisas. Para mixar o álbum, Lani se mudou com Mustaine para o Bearsville Studios, perto de Woodstock, Nova Iorque, ostensivamente com o propósito de inspiração. Mustaine decidiu que tinha seus limites quando, tendo acabado de acordar e feito café, notou Lani do lado de fora, de cueca, dando uma maçã para um veado. Mustaine voou de volta para Los Angeles mais tarde naquele dia e demitiu Lani, que foi substituído por Michael Wagener. Mustaine desde então criticou os esforços de mixagem "pedestres" de Wagener, citando a "sensação lamacenta" do álbum, em particular. Mustaine conseguiu recrutar o guitarrista do Sex Pistols, Steve Jones, para tocar partes de guitarra em "Anarchy in the U.K.".

## Música e letras
De acordo com o crítico musical J. D. Considine da Spin, So Far, So Good... So What! exibe música tocada em "volumes que se aproximam do limiar da dor". Este foi o primeiro álbum em que outro membro da banda além de Mustaine contribuiu para a composição, com o baixista David Ellefson contribuindo para as letras ou música em metade das canções do álbum. O álbum apresenta solos de guitarra rápidos, múltiplas mudanças de andamento e destreza técnica. Mike Stagno da Sputnikmusic observou que o álbum oferece o estilo clássico de "não fazer prisioneiros" que é comumente associado ao Megadeth; no entanto, ele notou que o som não difere muito das outras bandas de metal underground daquele período. Jim Farber da Rolling Stone chamou os vocais de Mustaine de "sanguinários" e elogiou a musicalidade por manter o ritmo mesmo nos "momentos mais anárquicos". O jornalista do Los Angeles Times, Dennis Hunt, observou que a música estava repleta de instrumentais extensos e "tórridos" e descreveu o canto de Mustaine como uma combinação de gritos e berros extremos. Apesar da visão geral positiva, "Anarchy in the U.K." recebeu algumas críticas negativas, em parte porque foi percebida como carente da rebeldia da versão original.
Os temas líricos do álbum exploram uma variedade de assuntos, desde o holocausto nuclear ("Set the World Afire") até o revisionismo e a censura ("Hook in Mouth"). Ainda assim, a maioria das músicas é acompanhada pelo mesmo sentimento de desilusão e niilismo de seus dois álbuns anteriores. Ao contrário dos tópicos tradicionais relacionados à música heavy metal, a música "In My Darkest Hour" contém letras emocionais que lidam com a solidão e o isolamento. Dave Mustaine revelou que tentou escrever sobre assuntos que estavam em contato com a realidade, incluindo questões sociais e tópicos tabu. As letras do cover do Megadeth de "Anarchy in the U.K." estavam ligeiramente erradas porque Mustaine alegou que as tinha ouvido incorretamente.

## Canções
A primeira faixa do álbum, "Into the Lungs of Hell", é uma composição instrumental que apresenta metais sintetizados, sopros e percussão. "Set the World Afire" é a primeira música que Dave Mustaine escreveu para o Megadeth após ser demitido do Metallica. Ele foi membro do Metallica de 1981 a 1983 e foi demitido pouco antes do Metallica gravar seu álbum de estreia, Kill 'Em All. Mais tarde, ele disse que escreveu a letra durante sua viagem para casa após a partida. A inspiração para a música veio de um panfleto que ele leu enquanto estava no ônibus de volta para a Califórnia. A letra inicial foi escrita com um lápis emprestado em uma embalagem de cupcake, levando alguns fãs a se referirem a "Set the World Afire" como "a música do cupcake", embora Mustaine tenha indicado em uma entrevista de 2019 com a NME que a letra foi escrita no verso de um bolo Sno Balls. O início da música contém uma amostra de "I Don't Want to Set the World on Fire", uma canção de 1941 do The Ink Spots.
"Anarchy in the U.K." é um cover do Sex Pistols, que rapidamente se tornou um item básico do set ao vivo da banda. Ao longo dos anos, a música foi retirada do repertório por causa de seu ponto de vista [percebido] anticristão. "Mary Jane" conta a história de uma jovem bruxa enterrada viva por seu pai perto do cemitério Loon Lake, em Minnesota. De acordo com a lenda, qualquer um que ousasse perturbar seu túmulo estava condenado a uma morte rápida. Foi incluído na demo da banda de 1983. A música apresenta linhas de guitarra descendentes e começa com Mustaine invocando seu espírito durante a introdução.
"502" é sobre quebrar leis e dirigir carros velozes. O título é uma referência ao código policial da Califórnia para dirigir embriagado; o próprio Mustaine seria preso por dirigir embriagado em março do ano seguinte, quando bateu em um carro da polícia. "In My Darkest Hour" foi escrita por Mustaine logo após a morte do baixista do Metallica, Cliff Burton. Mustaine descobriu através do boca a boca, já que seus ex-companheiros de banda nunca o contataram sobre o trágico evento que ocorreu na Europa. Mais tarde, ele lembrou que estava extremamente infeliz naquele dia e escreveu a música de uma só vez. "Liar" é uma canção diss dirigida ao ex-membro Chris Poland, que Mustaine alegou que estava roubando guitarras e vendendo-as por dinheiro de heroína. "Hook in Mouth" critica a censura e o Parents Music Resource Center (PMRC). Mustaine elaborou que a letra era dirigida àqueles que estavam "brincando com nossos direitos constitucionais e tentando tirar nossa liberdade de expressão".

## Recepção crítica
| Críticas profissionais        | Críticas profissionais |
| Avaliações da crítica         | Avaliações da crítica  |
| Fonte                         | Avaliação              |
| ----------------------------- | ---------------------- |
| AllMusic                      | [ 18 ]                 |
| Los Angeles Times             | [ 17 ]                 |
| Rock Hard                     | 10/10                  |
| Rolling Stone                 | [ 16 ]                 |
| The Rolling Stone Album Guide | [ 35 ]                 |
| Sputnikmusic                  | [ 15 ]                 |
| The Village Voice             | B−                     |

O álbum recebeu feedback positivo dos críticos musicais na época de seu lançamento. Em uma análise contemporânea, Holger Stratmann da Rock Hard saudou o álbum como "a nova obra-prima do Megadeth" e afirmou que a banda havia criado uma ótima continuação para seu aclamado Peace Sells... but Who's Buying?. Jim Farber da Rolling Stone também deu ao álbum uma análise favorável, dizendo que ele impulsionou o grupo "bem no topo da pilha do thrash-rock". Ele concluiu sua análise dizendo: "em meio à cena pop narcoléptica de hoje, álbuns como So Far, So Good... So What! oferecem um ruído disruptivo que é realmente bem-vindo". Escrevendo para a Spin, J. D. Considine sentiu que o disco mostrou uma "maturidade genuína" para a banda. No The Village Voice, Robert Christgau reagiu ao álbum com positividade morna e escreveu que o Megadeth conquistou "suas modestas porções de lucro e respeito" com seu último lançamento de estúdio. Ele elogiou "Anarchy in the U.K.", comentando que Mustaine faz covers dos Sex Pistols "como um campeão".
Críticas retrospectivas, no entanto, tendem a ser mais críticas ao álbum. Steve Huey, da AllMusic, criticou o álbum por não ter "a unidade conceitual e a pegada musical" de seu antecessor. Segundo ele, o álbum "quer soar ameaçador, mas na maioria das vezes soa forçado e um tanto juvenil", citando a faixa cover como exemplo. Por outro lado, Adrien Begrand, da MSN Music, opinou que o disco foi "de alguma forma ignorado" na discografia da banda.

## Turnê
A turnê que se seguiu ao lançamento do álbum foi a primeira a apresentar os novos membros da banda Chuck Behler e Jeff Young. O baixista David Ellefson disse que os membros anteriores Gar Samuelson e Chris Poland estavam cansados de estar constantemente na estrada e sua saída era inevitável. Ele revelou ainda que o baterista Behler foi nomeado pouco antes porque a banda temia que Samuelson não pudesse continuar em turnê. No entanto, alguns problemas ocorreram durante a parte australiana da turnê. A banda foi forçada a cancelar alguns desses shows por causa de problemas com drogas. Mustaine alegou que o grupo voltou para casa porque o guitarrista Young "ficou sem heroína", o que Young negou, afirmando que era Mustaine quem queria voltar para Los Angeles e buscar reabilitação. Tanto Young quanto Behler foram eventualmente demitidos da banda em 1989.
O Megadeth começou a tocar as músicas do álbum ao vivo antes do lançamento. Durante 1987, eles excursionaram com outras bandas de thrash metal, como Kreator e Overkill, em vários locais europeus. No ano seguinte, o Megadeth apareceu com bandas de heavy metal mais estabelecidas, como Dio e Savatage, para alguns shows na América do Norte. Eles também foram a atração principal de uma turnê europeia, com o apoio do Testament e do Sanctuary. Mais tarde, em 1988, o grupo fez uma aparição no festival Monsters of Rock, mas foi retirado da formação após um show; O Megadeth foi substituído pelo Testament. Dave Mustaine explicou que a banda excursionava com bastante frequência porque não estava recebendo muita exposição na mídia: "Fazemos muitos shows e vendemos discos boca a boca". O Los Angeles Times relatou que So Far, So Good... So What! vendeu 400.000 cópias um mês após seu lançamento, tornando-se o álbum mais vendido do Megadeth naquele momento. O disco acabou se tornando platina e indicou o surgimento iminente do Megadeth na cena underground.

## Faixas
Todas as músicas foram escritas e compostas por Dave Mustaine, exceto quando indicado.
| Lado um |                                               |                         |                                           |         |  |
| N.º     | Título                                        | Letras                  | Música                                    | Duração |  |
| 1.      | "Into the Lungs of Hell" (instrumental)       |                         |                                           | 3:29    |  |
| 2.      | "Set the World Afire"                         |                         |                                           | 5:48    |  |
| 3.      | "Anarchy in the U.K." (Cover dos Sex Pistols) | Johnny Rotten           | Rotten Steve Jones Glen Matlock Paul Cook | 3:00    |  |
| 4.      | "Mary Jane"                                   | Mustaine David Ellefson |                                           | 4:25    |  |

| Lado dois      |                      |                   |                   |         |  |
| N.º            | Título               | Letras            | Música            | Duração |  |
| 5.             | "502"                |                   |                   | 3:28    |  |
| 6.             | "In My Darkest Hour" | Mustaine Ellefson |                   | 6:16    |  |
| 7.             | "Liar"               |                   | Mustaine Ellefson | 3:20    |  |
| 8.             | "Hook in Mouth"      |                   | Mustaine Ellefson | 4:40    |  |
| Duração total: | Duração total:       | Duração total:    | Duração total:    | 34:26   |  |

| Faixas bônus da edição remixada/remasterizada de 2004 |                                                 |                   |         |  |
| N.º                                                   | Título                                          | Letras            | Duração |  |
| 9.                                                    | "Into the Lungs of Hell" (Mixagem de Paul Lani) | (instrumental)    | 3:32    |  |
| 10.                                                   | "Set the World Afire" (Mixagem de Paul Lani)    |                   | 5:53    |  |
| 11.                                                   | "Mary Jane" (Mixagem de Paul Lani)              | Mustaine Ellefson | 4:08    |  |
| 12.                                                   | "In My Darkest Hour" (Mixagem de Paul Lani)     | Mustaine Ellefson | 6:11    |  |

## Créditos e pessoal
Os créditos de produção e performance são adaptados das notas do encarte do álbum.

#### Megadeth
- Dave Mustaine – vocal principal, guitarras
- David Ellefson – baixo, backing vocal
- Jeff Young – guitarras
- Chuck Behler – bateria, percussão

#### Pessoal adicional
- Steve Jones (dos Sex Pistols) – solo de guitarra em "Anarchy in the U.K." (a segunda em 1:40)

#### Produção
- Produzido por Paul Lani e Dave Mustaine
- Projetado por Paul Lani com Matt Freeman
- Mixado por Michael Wagener no The Enterprise, Hollywood, Califórnia
- Produção executiva de Tim Carr
- Masterizado por Stephen Marcussen na Precision Lacquer, Hollywood, Califórnia

#### Remix e remasterização de 2004
- Produzido por Dave Mustaine
- Mixado por Ralph Patlan e Dave Mustaine
- Projetado por Ralph Patlan com Lance Dean
- Editado por Lance Dean com Scott "Sarge" Harrison
- Masterizado por Tom Baker

## Tabelas Musicais
| Tabela (1988)                                | Posição |
| -------------------------------------------- | ------- |
| Países Baixos (Dutch Charts)                 | 51      |
| Finnish Albums (The Official Finnish Charts) | 5       |
| Alemanha (Offizielle Deutsche Charts)        | 27      |
| Japanese Albums (Oricon)                     | 57      |
| Nova Zelândia (RMNZ)                         | 41      |
| Suécia (Sverigetopplistan)                   | 37      |
| Suíça (Schweizer Hitparade)                  | 28      |
| Reino Unido (Official Albums Chart)          | 18      |
| Estados Unidos (Billboard 200)               | 28      |